# Vuelo 3275 de Si Fly
El vuelo 3275 de Si Fly (KSV3275) fue un vuelo chárter de pasajeros de ámbito internacional, operado por la aerolínea italiana Si Fly utilizando un ATR 42-300 desde el aeropuerto de Roma Leonardo da Vinci–Fiumicino al aeropuerto internacional de Pristina en Pristina, Kosovo. El vuelo había sido contratado por el Programa Mundial de Alimentos de Naciones Unidas en respuesta a la guerra en curso en Kosovo. El 12 de noviembre de 1999, el vuelo 3275 impactó con una montaña durante la aproximación al aeropuerto de Pristina en la capital de Kosovo. El impacto mató a todos los que fueron a bordo del aparato.
La Oficina de Investigación y Análisis para la Seguridad de la Aviación Civil francesa (BEA) investigó la causa del accidente y concluyó que la mala gestión de recursos de cabina, agravada por unas condiciones meteorológica adversas en Slakovce en aquel momento, provocaron que la tripulación volase el avión contra el terreno. La BEA en consecuencia categorizó el accidente como vuelo controlado contra el terreno (CFIT), en el que un avión en condiciones de vuelo es volado de un modo no intencional contra el terreno. Varios hallazgos determinaron que la tripulación se encontraba fatigada y que el avión no contaba con Sistema de Advertencia de Proximidad al Terreno (GPWS) para alertar a la tripulación de que se encontraban volando directamente contra el suelo.
El accidente continúa siendo el que mayor mortalidad registra en la historia de Kosovo. Es así mismo el quinto peor accidente de un ATR-42 y el peor y único accidente con muertes de la historia de Si Fly.

## Aeronave y tripulación
La aeronave fue un ATR 42-312 con registro F-OHFV que había efectuado su primer vuelo en 1986. Tenía el número de serie 012 y acumulaba un total de 24930 horas de vuelo. Fue entregado a American Eagle con registro estadounidense N420MQ, posteriormente cambiado a N12MQ. Fue vendido a Si Fly en 1999. Cuando fue entregado a Si Fly, el avión contaba ya con 24.500 horas de tiempo de vuelo.
El capitán fue un hombre italiano de 59 años del que no se reveló el nombre que había recibido su licencia de piloto de transporte de aerolínea (ATPL) en 1989 y que había recibido su habilitación en el ATR 42/72 en julio de 1995. Tenía 18000 horas de vuelo, incluyendo 5000 de estas en ATR 42. El primer oficial fue un hombre italiano de 49 años del que tampoco se reveló el nombre que había recibido su licencia de piloto en 1991 y la habilitación de tipo ATR 42/72 en 1998. Había recibido la licencia de piloto de transporte de aerolínea en 1999. El primer oficial contaba con 5000 horas de vuelo, de las que 1800 habían sido realizadas en ATR 42 y fue el piloto a los mandos en el vuelo accidentado. ambos pilotos contaban con experiencia por aterrizajes previos en Pristina y fueron antiguos pilotos de la Fuerza Aérea de Italia.

## Accidente
El vuelo se trataba de una operación no regular a Pristina transportando a miembros de las Naciones Unidas y miembros para ayudar en Kosovo. A las 08:11 UTC, el vuelo 3275 partió de Roma el 12 de noviembre de 1999 hacia Pristina, Kosovo con tres tripulantes y veintiún pasajeros. La mayoría de pasajeros se trataban de diplomáticos, trabajadores humanitarios y periodistas. A las 09:57 UTC, el vuelo fue transferido del control de tráfico aéreo de Skopie al control de tráfico aéreo militar de Pristina. El servicio ATC militar de Pristina se proporcionaba conforme a los procedimientos normales en Kosovo en el momento del accidente. A las 09:59 UTC, el controlador militar de tráfico aéreo de Pristina solicitó que el KSV 3275 descendiera inicialmente a 5200 pies. A las 10:03 UTC, el controlador indicó al KSV 3275 descender a 4600 pies. Once minutos más tarde, el aparato colisionó con la montaña y acto seguido desapareció de los radares.

## Búsqueda y rescate
Cuando la marca de radar de la aeronave desapareció de este, se desplegó un equipo de búsqueda y rescate perteneciente a la OTAN inmediatamente. También se desplegaron helicópteros para ayudar en la búsqueda del vuelo 3275 así como 500 soldados tomaron parte en la operación de búsqueda y rescate. El vuelo 3275 fue declarado oficialmente como desaparecido. Los equipos de búsqueda y rescate buscaron el vuelo durante toda la noche con equipos de imágenes térmicas y de visión nocturna. La operación de búsqueda y rescate se vio entorpecida por las condiciones meteorológicas, el terreno montañoso, y la presencia de minas en la zona. Los restos del avión fueron localizados el 14 de noviembre de 1999 en una pronunciada ladera, ubicada a apenas 7 millas (11 km) de la población de Mitrovica. No se encontraron signos de vida entre los restos. El primer equipo que llegó a la escena afirmó que se encontraron varios cuerpos calcinados alrededor de los restos del avión. Solo la cola de la aeronave fue encontrada intacta. Docenas de tropas de la OTAN acordonaron la escena de inmediato.

## Pasajeros
La mayoría de pasajeros se trataban de miembros de las Naciones Unidas del Programa de Alimentos Mundial, junto con varios reporteros y trabajadores humanitarios. La agencia de noticias italiana ANSA informó que al menos nueve italianos se encontraban en el interior del aparato; a saber - los dos pilotos, un tripulante de cabina de pasajeros, dos médicos, una portavoz del Programa Mundial de Alimentos, un químico voluntario, un oficial de policía y un trabajador humanitario. También se encontraban a bordo un pasajero canadiense, tres bretones, de los que dos trabajaban para la organización humanitaria The Tearfund y que viajaban a Kosovo para unirse a un equipo de 15 personas que ayuda a las personas de etnia albanesa a reconstruir sus hogares.

## Investigación
Dado que el avión estaba registrado y construido en Francia, la BEA francesa tomó parte en la investigación del accidente. Los investigadores inspeccionaron los restos del avión y ambas grabadoras de vuelo, al haber sido ambas recuperadas en buenas condiciones. Los análisis del lugar del siniestro concluyeron que la aeronave había impactado primero con las copas de varios árboles antes de impactar contra el terreno. El primer impacto tuvo lugar a unos 15 metros de la cima de una zona montañosa. Durante el impacto, se desintegraron el fuselaje y el ala y el combustible comenzó a arder, a lo que sucedió una explosión del aparato.
La BEA francesa entonces recopiló información de los datos meteorológicos previos al siniestro. De Eslovenia a Grecia y de Italia a Bulgaria, los vientos en altura fueron muy débiles; sin embargo estos mismos vientos fueron suficientes para crear un efecto foehn a tenor de los vientos de las montañas que salían por toda la costa hacia un mar Adriático libre de nubes. En torno a las 9, diversas agencias meteorológicas reportaron que la meteorología en Kosovo estaba dominada por bruma con escasa visibilidad. Esto también estaba presente en Skopie, con una visibilidad de apenas 10 km. El piloto de un helicóptero que sobrevoló la zona del accidente aquella noche notificó un grupo compacto de nubes a unos 1000 metros, con todos los picos cubiertos.
Los investigadores analizaron entonces los contenidos de la Grabadora de Datos de Vuelo (FDR) y de la Grabadora de Voces de Cabina (CVR). La BEA comprobó que antes de que el vuelo 3275 impactase con el terreno, la alerta de proximidad al terreno no sonó en ningún momento. Cuando fue entregado, el aparato estaba equipado con un ordenador GPWS. Durante el vuelo de pruebas, efectuado por una tripulación mixta de Aérospatiale/ Si Fly, notaron que el GPWS generaba varias alertas durante el aterrizaje. Esto motivó que el ordenador fuese reemplazado. Durante el mes de septiembre, Si Fly ordenó un ordenador GPWS a ATR después de que su antiguo GPWS hubiese fallado. Si Fly informó a ATR que tras reemplazar el antiguo ordenador, el GPWS seguía sin funcionar adecuadamente que el indicador de "FALLO" seguía encendido. Sospechando que el fallo pudiese estar originado en el radio altímetro, SI Fly también solicitó que ATR les enviase un nuevo radio altímetro. Se envió un nuevo radio altímetro a Si Fly el 8 de octubre de 1999.
El fallo del GPWS captó la atención de los investigadores. Las simulaciones llevadas a cabo durante la investigación tanto por parte del fabricante de la aeronave como del constructor del equipamiento mostraron que las alarmas debieron haber sido apagadas durante los últimos treinta segundos de vuelo. Estas alarmas debieron haber alertado a la tripulación y hacerles reaccionar para evitar la colisión con el terreno elevado. En consecuencia, el aparato estaba operando con un GPWS inoperativo o desconectado, y la tripulación debía estar al tanto de esta circunstancia.
Los investigadores se centraron entonces en otro fallo del vuelo 3275. Las investigaciones en profundidad mostraron que la preparación del vuelo fue rápida e incompleta, indicando un fallo en la disciplina de procedimientos. No se efectuaron lecturas de altitudes de seguridad por parte del primer oficial en la comprobación de llegadas, y el capitán no realizó ningún requerimiento de ello. El gran número de vuelos que la tripulación había llevado a cabo a Pristina pudo haber creado una falsa sensación de rutina, agravada por el hecho de estar siendo asistidos, como fue habitual anteriormente, por parte de los controladores aéreos. Pudieron haber creído que el servicio de radar proporcionado por el controlador estaban incluidos en el sistema de control de aproximación y que, en consecuencia, las instrucciones que recibían garantizaban que volaban libres de obstáculos. Ellos, sin embargo, no habían sido advertidos de que el servicio de control militar sólo proporcionaba un servicio limitado. Esta información estaba incluida en sus instrucciones específicas, aunque sin especificar en ningún momento cuál fue la naturaleza de dichas limitaciones. La tripulación también falló en su comprobación de altitud y rumbo. Además, la tripulación se había preparado para una aproximación ILS sin senda de descenso, un procedimiento que no está autorizado por la aerolínea.
La BEA (Oficina de Investigación y Análisis para la Seguridad de la Aviación Civil) concluyó que la colisión del KSV 3275 contra el terreno fue debido a:
- trabajo en equipo que carecía de disciplina de procedimientos y vigilancia durante las maniobras en una región montañosa con poca visibilidad;
- la aeronave se mantuvo en su pista y luego fue olvidada por un controlador militar no acostumbrado al entorno montañoso del aeródromo y a la prevención de colisiones con terreno elevado, en el marco del servicio de radar que estaba proporcionando;
- la situación crítica del operador como nueva empresa altamente dependiente del contrato de arrendamiento, lo que favorece el incumplimiento de los procedimientos; y
- la apertura del aeródromo al tránsito civil sin una evaluación previa de las condiciones de operación o de las condiciones para la distribución de información aeronáutica.
Los siguientes factores contribuyeron al accidente:
- La fatiga de la tripulación, favoreciendo un bajo nivel de alerta.
- La tripulación llevó a cabo el vuelo con un GPWS (Ground Proximity Warning System) desactivado o desconectado.